# Straż Przemysłowa
Straż Przemysłowa – formacja powołana do ochrony zakładów pracy działająca w Polskiej Rzeczypospolitej Ludowej, powstała na podstawie ustawy z 31 stycznia 1961 z przekształcenia analogicznej formacji podległej Korpusowi Bezpieczeństwa Wewnętrznego. Ustawa o Straży Przemysłowej została zastąpiona i uchylona 27 marca 1998 ustawą z 22 sierpnia 1997 o ochronie osób i mienia. W wyniku wejścia w życie nowej ustawy straż uległa likwidacji, a jej zadania przejęły wewnętrzne służby ochrony, Oddział Wart Cywilnych Ministerstwa Obrony Narodowej oraz prywatne firmy ochroniarskie.

## Tworzenie oddziałów
Zasadniczo jako Straż Przemysłową w myśl ustawy rozumiano ogół formacji ochronnych powoływanych przez poszczególnych ministrów, kierowników urzędów centralnych lub organy administracji terenowej. Oprócz straży zakładowych zaliczano do tej kategorii także Straż Bankową (organizowaną przez resort finansów), Straż Portową (organizowaną przez resort komunikacji w portach lotniczych i wodnych) oraz Warty Cywilne podlegające pod resort obrony narodowej. Do Straży Przemysłowej nie zaliczano natomiast wewnętrznych służb ochronnych organizowanych przez niektóre przedsiębiorstwa państwowe, takich jak Straż Łączności (Polska Poczta, Telegraf i Telefon), Straż Leśna (Lasy Państwowe) czy też Służba Ochrony Kolei (Polskie Koleje Państwowe). Straż była tworzona tylko w zakładach pracy, w których właściwi ministrowie lub wojewodowie postanowili o utworzeniu Straży Przemysłowej. Składała się z uzbrojonych i jednolicie umundurowanych pracowników zakładu pracy. Bezpośrednio organizowana była przez kierowników i dyrektorów zakładów pracy w porozumieniu z Głównym Inspektoratem Ochrony Przemysłu MSW oraz z inspektoratami ochrony przemysłu komend wojewódzkich Milicji Obywatelskiej. Podlegała bezpośredniemu zwierzchnictwu kierowników lub dyrektorów zakładów, a w zakresie wyszkolenia inspektoratom ochrony przemysłu KW MO, które prowadziły szkolenie kandydatów i pracowników Straży. Szkolenie dowódców wart i komendantów prowadził Główny Inspektorat Ochrony Przemysłu MSW. Resort spraw wewnętrznych odpowiadał także za wyposażenie pracowników Straży Przemysłowej w broń służbową i amunicję.

## Zadania i uprawnienia
Do zadań Straży Przemysłowej należało m.in.:
- zabezpieczenie zakładu pracy oraz jego działów produkcji specjalnej i pomieszczeń, w których prowadzone były prace naukowo-badawcze i konstrukcyjne lub przechowywana była dokumentacja o charakterze tajnym – przed dostaniem się na ich teren osób nieupoważnionych;
- ochrona zakładu pracy przed bezprawnym filmowaniem, fotografowaniem, szkicowaniem i ewentualnymi aktami sabotażu i dywersji;
- zabezpieczenie zakładu pracy przed działaniem na jego terenie osób zakłócających porządek publiczny;
- ochrony mienia zakładowego przed kradzieżami i rabunkiem oraz ujawniania faktów jego marnotrawstwa i dewastacji;
- zabezpieczenie mienia zakładowego podczas jego przewożenia i przenoszenia;
- współdziałanie z jednostkami ochrony przeciwpożarowej w zakresie przestrzegania przepisów przeciwpożarowych i likwidacji pożarów;
- powiadamianie kierownika zakładu pracy oraz organów MO o przestępstwach i wykroczeniach zaistniałych na terenie zakładu;
- współdziałanie z zakładowymi organizacjami ORMO i obrony cywilnej.

Straż Przemysłowa miała prawo:
- legitymowania osób wchodzących na teren zakładu pracy i wychodzących z terenu zakładu pracy;
- dokonywania, na polecenie kierownika zakładu, rewizji osób oraz środków transportu;
- zatrzymywania osób schwytanych na gorącym uczynku albo podejrzanych o popełnienie przestępstwa na terenie zakładu pracy;
- użycia broni w obronie własnej oraz innych osób, zakładu i mienia – na mocy właściwych przepisów.

## Umundurowanie
Rozporządzenie Rady Ministrów z dnia 6 lutego 1962 r. ustanawiało dla Straży Przemysłowej umundurowanie w kolorze granatowym z dystynkcjami w kolorze złotym. W skład kompletu umundurowania wchodziły m.in.:
- czapka garnizonowa z otokiem w kolorze zielonym;
- czapka zimowa (uszanka);
- furażerka;
- kurtka i spodnie (dla kobiet spódnica);
- płaszcz zimowy;
- bluza wiatrówka;
- koszula w kolorze stalowym z krawatem;
- pas główny;
- obuwie koloru czarnego[4].

Rozporządzenie z 6 września 1978 r. zmieniało kolor otoków na czapkach (z zielonego na oliwkowy) oraz kształt i kolor dystynkcji (ze złotego na srebrny). Ponadto dodawało szereg nowych elementów umundurowania, np.:
- kurtkę i spodnie letnie (z tropiku);
- płaszcz nieprzemakalny;
- trzewiki ocieplane (skutery)[5].

Rozporządzenie Ministra Spraw Wewnętrznych z dnia 18 czerwca 1994 r. zachowywało wzory umundurowania wprowadzone w 1978 r. (ze zmianą godła noszonego na nakryciach głowy), wprowadzało jednakże nowe umundurowanie dla Straży Bankowych (w kolorze oliwkowozielonym z dystynkcjami w kolorze srebrnym).

## Stopnie służbowe
Stopnie służbowe wg Rozporządzenia z 6 lutego 1962 r.
| Nazwa stopnia      | Młodszy Wartownik | Wartownik | Starszy Wartownik | Dowódca Warty | Zastępca Komendanta | Komendant |
| ------------------ | ----------------- | --------- | ----------------- | ------------- | ------------------- | --------- |
| Oznaczenie stopnia |                   |           |                   |               |                     |           |

Stopnie służbowe wg Rozporządzenia z 6 września 1978 r.
| Nazwa stopnia      | Młodszy Wartownik | Wartownik | Starszy Wartownik | Dowódca Warty | Zastępca Komendanta | Komendant |
| ------------------ | ----------------- | --------- | ----------------- | ------------- | ------------------- | --------- |
| Oznaczenie stopnia |                   |           |                   |               |                     |           |